# Tour Poitou-Charentes em Nova Aquitânia
O Tour Poitou-Charentes em Nova Aquitania (oficialmente: Tour Poitou-Charentes em Nouvelle-Aquitaine) uma carreira ciclista por etapas francesa na antiga região de Poitou-Charentes (hoje parte da Nova Aquitânia), que se disputa no mês de agosto.
Criada em 1987 está aberta a profissionais desde 1991. Desde a criação dos Circuitos Continentais da UCI em 2005 faz parte do UCI Europe Tour, dentro da categoria 2.1.
Tradicionalmente é de cinco etapas, conquanto em algumas edições disputou-se em quatro dias sendo uma delas com duplo sector.
Seu palmarés conta com ciclistas de renome como o alemão Jens Voigt, o dinamarquês Kim Andersen, o estadounidense Floyd Landis ou os franceses Christophe Moreau, Thierry Marie, Sylvain Chavanel e Thomas Voeckler.

## Palmarés
| Ano                   | Vencedor               | Segundo               | Terceiro             |
| --------------------- | ---------------------- | --------------------- | -------------------- |
| edições amador        |                        |                       |                      |
| 1987                  | Jean-Louis Conan       | Marc Poncel           | Nicolas Dubois       |
| 1988                  | Pascal Peyramaure      | André Urbanek         | Jacques Decrion      |
| 1989                  | Pavel Tonkov           | Thierry Lezin         | Romes Gainetdinov    |
| 1990                  | Yuri Manuylov          | Vadim Chabalkine      | Arvi Tammesalu       |
| edições profissionais |                        |                       |                      |
| 1991                  | Kim Andersen           | Christophe Manin      | Artūras Kasputis     |
| 1992                  | Pascal Lance           | Laurent Bezault       | Eddy Seigneur        |
| 1993                  | Thierry Marie          | François Simon        | Francis Moreau       |
| 1994                  | Philippe Gaumont       | Hervé Boussard        | Frédéric Laubier     |
| 1995                  | Nicolas Aubier         | Arnaud Prétot         | Laurent Roux         |
| 1996                  | Eddy Seigneur          | Jacky Durand          | Emmanuel Magnien     |
| 1997                  | Joaquim Adrego Andrade | Stéphane Barthe       | Uwe Peschel          |
| 1998                  | Lauri Aus              | David Millar          | Marc Streel          |
| 1999                  | Christophe Moreau      | Jean-Cyril Robin      | Lauri Aus            |
| 2000                  | Floyd Landis           | Peter Wrolich         | Marcel Gono          |
| 2001                  | Jens Voigt             | Ivailo Gabrovski      | Lauri Aus            |
| 2002                  | Guido Trentin          | Sylvain Chavanel      | Nicolas Jalabert     |
| 2003                  | Jens Voigt             | Sylvain Chavanel      | Jørgen Bo Petersen   |
| 2004                  | Stéphane Barthe        | Ronald Mutsaars       | Jimmy Engoulvent     |
| 2005                  | Sylvain Chavanel       | Christophe Moreau     | Linas Balčiūnas      |
| 2006                  | Sylvain Chavanel       | Rick Flens            | Jussi Veikkanen      |
| 2007                  | Thomas Voeckler        | Émilien-Benoît Bergès | Lars Boom            |
| 2008                  | Benoît Vaugrenard      | Kevyn Ista            | Florian Morizot      |
| 2009                  | Gustav Larsson         | Brett Lancaster       | David Le Lay         |
| 2010                  | Jimmy Engoulvent       | Dominique Rollin      | Martin Elmiger       |
| 2011                  | Jesse Sergent          | Alex Dowsett          | Michał Kwiatkowski   |
| 2012                  | Luke Durbridge         | Jérémy Roy            | László Bodrogi       |
| 2013                  | Thomas Voeckler        | Jesús Herrada         | Mikhail Ignatiev     |
| 2014                  | Sylvain Chavanel       | Svein Tuft            | Cyril Lemoine        |
| 2015                  | Tony Martin            | Adriano Malori        | Jonathan Castroviejo |
| 2016                  | Sylvain Chavanel       | Wilco Kelderman       | Nelson Oliveira      |
| 2017                  | Mads Pedersen          | Jonathan Castroviejo  | Jean-Pierre Drucker  |
| 2018                  | Arnaud Démare          | Sylvain Chavanel      | Yoann Paillot        |
| 2019                  | Christophe Laporte     | Tony Gallopin         | Niki Terpstra        |
| 2020                  | Arnaud Démare          | Josef Černý           | Joey Rosskopf        |
| 2021                  | Connor Swift           | Bruno Armirail        | Morten Hulgaard      |
| 2022                  | Stefan Küng            | Kévin Vauquelin       | Pierre Latour        |
| 2023                  | Søren Wærenskjold      | Bruno Armirail        | Mirco Maestri        |
| 2024                  | Søren Wærenskjold      | Fredrik Dversnes      | Samuel Leroux        |
| 2025                  |                        |                       |                      |

## Palmarés por países
| País            | Vitórias |
| --------------- | -------- |
| França          | 19       |
| Alemanha        | 3        |
| União Soviética | 2        |
| Dinamarca       | 2        |
| Portugal        | 1        |
| Estónia         | 1        |
| Estados Unidos  | 1        |
| Itália          | 1        |
| Suécia          | 1        |
| Nova Zelândia   | 1        |
| Austrália       | 1        |